# Перл (химия)
Пе́рлы — разноцветные стекловидные сплавы оксидов металлов с бурой
Na2B4O7·10H2O
или с т. н. «фосфорной солью»
Na(NH4)HPO4·4H2O.
Образуются при сплавлении порошка минералов с боратами или фосфатами, например, в процессе быстрого аналитического определения минералов. Боратные и фосфатные стёкла, окрашенные ионами ряда металлов, имеют характерный цвет. Метод сплавления широко применялся в полевых условиях.
Разновидность пирометрического анализа.

## Изготовление перла
- Изогнуть платиновую проволоку в петельку диаметром 0,5…1 мм (в случае фосфорной соли — продолговатую),
- промыть её в кислоте,
- прокалить в пламени свечи, сухого спирта или спиртовки, наддуваемого сбоку при помощи паяльной трубки (февки),
- раскалить докрасна и погрузить в порошок буры или фосфорной соли,
- прогреть в пламени, пока прилипший порошок не превратится в не-кипящую прозрачную каплю,
- размягчённой каплей коснуться порошка испытуемого минерала,
- прогреть в соответствующей (окислительной или восстановительной) части пламени, пока не прекратятся вспучивания и завихрения в капле,
- когда все явления прекратятся, наблюдать изменения цвета остывающего перла.

## Цвет перлов с бурой
| эл-т     | окислительное пламя  | окислительное пламя               | восстановительное пламя | восстановительное пламя           |
| эл-т     | горячий перл         | холодный перл                     | горячий перл            | холодный перл                     |
| -------- | -------------------- | --------------------------------- | ----------------------- | --------------------------------- |
| Fe       | жёлтый до оранжевого | жёлтый                            | бутылочно-зелёный       | бледно-зелёный                    |
| Mn       | фиолетовый           | красновато-фиолетовый             | бесцветный              | бесцветный                        |
| Cr       | жёлтый до оранжевого | желтовато-зелёный                 | зелёный                 | зелёный                           |
| Ti       | бледно-жёлтый        | бесцветный или белый              | сероватый               | буровато-фиолетовый               |
| Ni       | фиолетовый           | красновато-бурый, бурый           | непрозрачный серый      | непрозрачный серый                |
| Co       | синий                | синий                             | синий                   | синий                             |
| Mo       | бледно-жёлтый        | бесцветный или белый              | бурый                   | бурый                             |
| W        | бледно-жёлтый        | бесцветный или белый              | жёлтый                  | жёлтый и жёлто-бурый              |
| V        | жёлтый               | бледно-желтовато-зелёный          | грязно-зелёный          | чисто-зелёный                     |
| Cu       | зелёный              | голубой                           | бесцветный до зелёного  | непрозрачный красный              |
| Cd Pb Sb | бледно-жёлтый        | бесцветный или белый              | бледно-жёлтый           | бесцветный                        |
| Zn Ca Ba | бесцветный           | бесцветный или непрозрачный белый | бесцветный              | бесцветный или непрозрачный белый |
| Sn Al    | бесцветный           | бесцветный                        | бесцветный              | бесцветный                        |
| Bi       | бледно-жёлтый        | бесцветный или белый              | серый                   | серый                             |
| U        | жёлтый до бурого     | ?                                 | зелёный                 | ?                                 |

## Цвет перлов с фосфорной солью
| эл-т           | окислительное пламя             | окислительное пламя          | восстановительное пламя                           | восстановительное пламя                                                  |
| эл-т           | горячий перл                    | холодный перл                | горячий перл                                      | холодный перл                                                            |
| -------------- | ------------------------------- | ---------------------------- | ------------------------------------------------- | ------------------------------------------------------------------------ |
| Fe             | жёлтый до буровато-красноватого | жёлтый до бесцветного        | бледно-желтовато-зелёный, красный, жёлтый         | бесцветный до бледно-фиолетового                                         |
| Mn             | серовато-фиолетовый             | фиолетовый                   | бесцветный                                        | бесцветный                                                               |
| Cr             | грязно-зелёный                  | чисто-зелёный                | грязно-зелёный                                    | чисто-зелёный                                                            |
| Ti             | бледно-жёлтый                   | бесцветный                   | желтый (кроваво-красный в присутствии Fe)         | фиолетовый (кроваво-красный в присутствии Fe)                            |
| Ni             | красный до буровато-красного    | желтый до красновато-жёлтого | красный до буровато-красного                      | жёлтый до красновато-жёлтого                                             |
| Co             | синий                           | синий                        | синий                                             | синий                                                                    |
| Mo             | жёловато-зелёный                | бесцветный                   | грязно-зелёный                                    | чисто-зелёный                                                            |
| W              | бледно-жёлтый                   | бесцветный                   | грязно-голубой (кроваво-красный в присутствии Fe) | чисто-голубой (кроваво-красный в присутствии Fe)                         |
| V              | жёлтый до тёмно-жёлтого         | желтый                       | грязно-зелёный                                    | чисто-зелёный                                                            |
| Cu             | зелёный до тёмно-зелёного       | бледно-голубой до голубого   | бледно-желтовато-зелёный, буровато-зелёный        | бледно-голубой, почти бесцветный, рубиново-красный, непрозрачный красный |
| Cd Pb Sb       | бледно-жёлтый                   | бесцветный                   | бледно-жёлтый                                     | бесцветный                                                               |
| Zn Ca Ba Sn Al | бесцветный                      | матовый бесцветный           | бесцветный                                        | матовый или бесцветный                                                   |
| Bi             | бледно-жёлтый                   | бесцветный                   | серый                                             | серый                                                                    |
| U              | жёлтый до бурого                | ?                            | ?                                                 | зелёный                                                                  |